# جوي بورتر
جوي بورتر (بالإنجليزية: Joey Porter)‏ هو لاعب كرة قدم أمريكية أمريكي، ولد في 22 مارس 1977 في كانساس سيتي في الولايات المتحدة.

## وصلات خارجية
- الموقع الرسمي
- جوي بورتر على موقع مرجع كرة القدم المحترفة.كوم (الإنجليزية)